# جون كوالسكي
جون كوالسكي (بالإنجليزية: John Kowalski)‏ هو مدرب كرة قدم ولاعب كرة قدم أمريكي، ولد في 22 ديسمبر 1951 في Miłków ‏.